# Adam Wolf
Adam Wolf, född 12 juli 1822 i Eger, Böhmen, död 25 oktober 1883 i Graz, var en österrikisk historiker.
Wolf blev docent i historia vid Wiens universitet 1850, professor i Budapest 1852 och i Graz 1865. Han var från 1873 ledamot av vetenskapsakademien i Wien och lämnade flitigt bidrag till dess handlingar. Bland hans arbeten, som kritiskt behandlade Österrikes nyare historia, framhållas Kaiser Franz I., 1804 bis 1811 (1866), Geschichtliche Bilder aus Österreich (två band, 1878-80) och Österreich unter Maria Theresia und Josef II (i Wilhelm Onckens historiska samlingsverk, 1883).